# 石泉乡 (南部县)
石泉乡，是中华人民共和国四川省南充市南部县曾经下辖的一个乡。2019年10月，撤销石泉乡，将其所属行政区域划归大桥镇管辖。

## 行政区划
石泉乡撤销前下辖以下地区：
石墙村、鱼池村、府君村、莲花村、二郎村、金仙村、新庙村、三溪村、龙骨村、书房村、小湾村、袁家村、太元村、广川村、松林村、新桥村、井坪村、梨园村和老鹳窝村。